# Bostina
Bostina (bulgariska: Бостина) är en ort i Bulgarien.   Den ligger i kommunen Obsjtina Smoljan och regionen Smoljan, i den södra delen av landet, 170 km sydost om huvudstaden Sofia. Bostina ligger 969 meter över havet och antalet invånare är 137.
Terrängen runt Bostina är huvudsakligen kuperad. Bostina ligger nere i en dal. Närmaste större samhälle är Smoljan, 7,1 km sydväst om Bostina. 
I omgivningarna runt Bostina växer i huvudsak blandskog. Runt Bostina är det ganska glesbefolkat, med 47 invånare per kvadratkilometer.